# Québec
För andra betydelser, se Québec (olika betydelser).
Québec (på svenska även Quebec; franskt uttal /ke.bɛk/) är en provins i östra Kanada. Med en yta av 1 542 056 km² (varav 1 183 128 km² land) är Québec landets till ytan näst största administrativa region (efter Nunavut). Befolkningen på ca 8,1 miljoner invånare (en knapp fjärdedel av Kanadas befolkning) gör Québec till den näst folkrikaste provinsen i landet. Huvudstaden heter också Québec (franska Québec eller Ville de Québec), men provinsens största stad är Montréal. Det dominerande och enda officiella språket är franska och provinsens invånare utgör den stora huvuddelen av Nordamerikas fransktalande befolkning. I övriga Kanada är i första hand engelska och i andra hand franska landets officiella språk.
Québec var en fransk koloni 1534–1763 med namnet Nya Frankrike, därefter en koloni i det brittiska imperiet 1763–1931 fram till den egna självständigheten för den Kanadensiska federationen. Sedan engelsmännens erövring 1763 har dock den katolska kyrkan skyddat Québec mot kulturell assimilation; kyrkan spelade en ledande roll i utvecklingen av sociala och kulturella institutioner i Québec fram till den tysta revolutionen runt 1960. 
Från 1960 har Québec fört en ständigt pågående politisk diskussion om vilken roll som frankofonin ska få spela i det utpräglat engelskspråkiga Kanada. Debatten handlar om att åstadkomma en större suveränitet i Québec, och idéer som diskuteras handlar om allt från att ha full lagstiftningsmakt till utträde ur federationen eller att fortsatt ingå i Kanada.
En invånare i Québec kallas för un(e) Québécois(e) på franska eller a Quebecker på engelska.

## Geografi
Québec är tre gånger så stort som Sverige och till större delen mycket glest befolkat. Provinsen täcker med sina 1,5 miljoner kvadratkilometer drygt 15 procent av Kanadas yta. Sammanlagt 90 procent av provinsens yta utgörs av den sjörika Kanadensiska skölden, det urberg som täcker nordöstra Nordamerika och Grönland. I väst gränsar Québec till Ontario, Jamesbukten och Hudson Bay; i öst till Atlantprovinserna (Newfoundland och Labrador, New Brunswick, Nova Scotia och Prince Edward Island) samt Saint Lawrenceviken; i syd mot USA:s delstater Maine, New Hampshire, Vermont och New York; i norr avskärs Québec från Baffinön i Nunavutterritoriet genom Hudsonsundet och Ungavabukten. 
Norr om Montréal ligger Laurentiska bergen (les Laurentides / Laurentian Mountains), en mycket gammal bergskedja, och i öst Appalacherna som sträcker sig in i Eastern Townships (Cantons de l’Est, "östra kommunerna") och in på Gaspéhalvön i Saint Lawrenceviken.

## Historia

### Upptäckt och utforskning
Namnet "Québec" kommer från algonkinordet för "sund" eller "avsmalning". Namnet syftade ursprungligen på den plats vid där Saint Lawrencefloden smalnar av och där huvudstaden Québec idag ligger. De fransktalande invandrarna i området använde ursprungligen endast beteckningen för staden, och det var britterna som kom att utsträcka betydelsen till hela landsändan. Å andra sidan är det som idag är Québec endast en del av det forna Nya Frankrike, som fram till slutet av 1700-talet även inkluderade hela Mississippiflodens avrinningsområde. Landområdet på båda sidor om Saint Lawrencefloden kallades på den tidiga nybyggartiden för Canada.
Den förste europé som utforskade det som idag är Québec var Jacques Cartier. Han placerade 1534 ett kors antingen i Gaspé eller vid Old Fort Bay på Lower North Shore och seglade följande år uppför Saint Lawrencefloden.

### Nya Frankrike

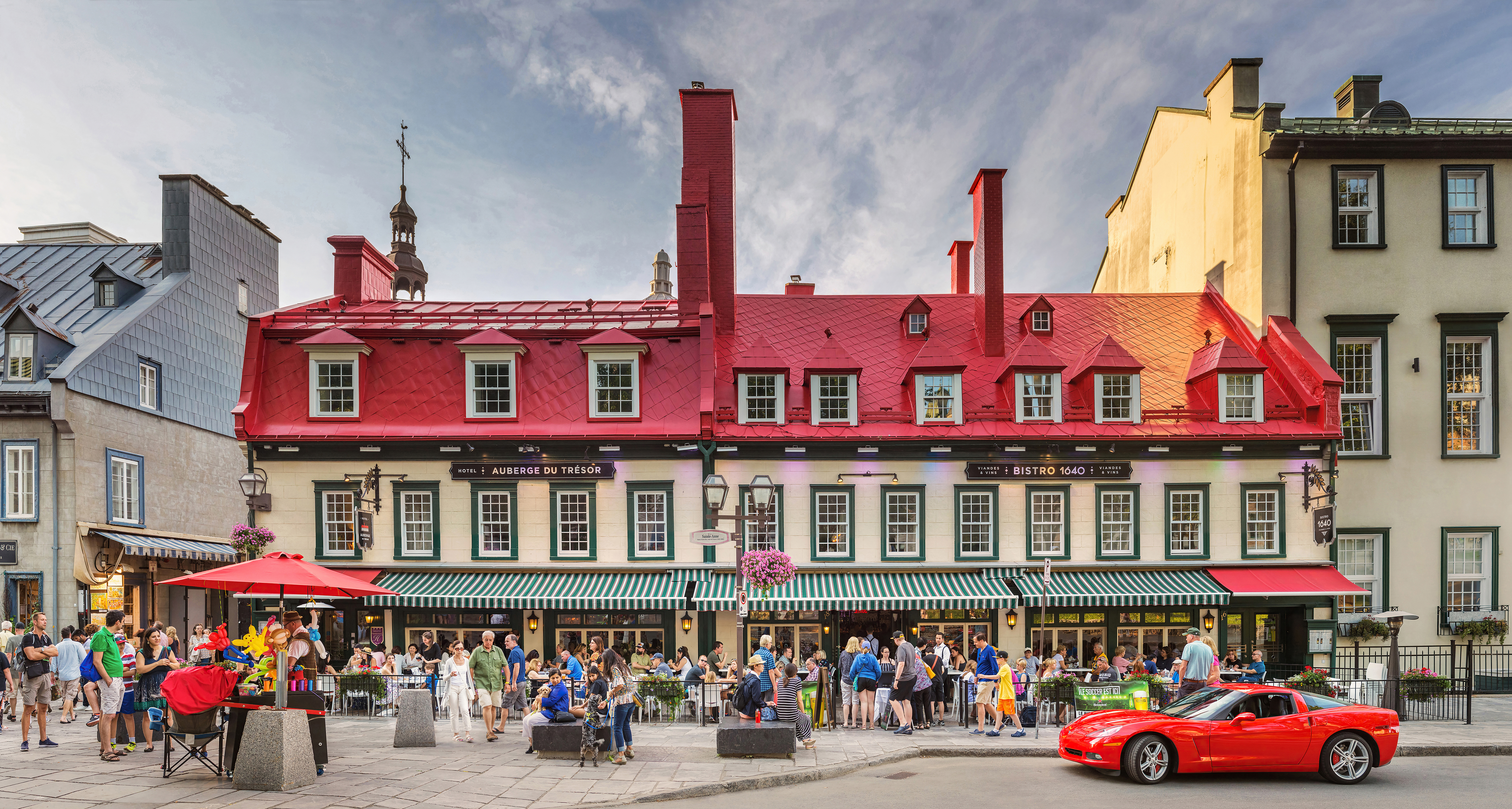
Byggnaden på bilden var säte för den franska regimen i regionen.

Staden Québec grundades vid den irokesiska indianbyn Stadacona i samband med att Cartier utforskade Kanada. Byn fanns emellertid inte kvar 1608 då Samuel de Champlain upprättade Habitation de Québec där.
Någon gång efter 1627 introducerade Ludvig XIII av Frankrike ett länsherresystem i Nya Frankrike. Han förbjöd också alla som inte tillhörde den romersk-katolska tron att bosätta sig i området och knöt välfärd och utbildning till kyrkan. 1663 blev Nya Frankrike en kunglig provins underställd Ludvig XIV och hans förvaltare Jean Talon.

### Brittisk koloni
Under fredsförhandlingarna i Paris 1763 ansåg Ludvig XV av Frankrike Guadeloupes sockerplantager vara viktigare för det franska imperiet än de ensliga, nordamerikanska vidderna. Frankrike avträdde på så vis Kanada till Storbritannien som genom en kungörelse samma år döpte om Kanada, då en del av Nya Frankrike, till "Province of Quebec". 
År 1774 instiftade det brittiska parlamentet den lag (Quebec Act) som skulle värna och bevara det franska språket och den franska kulturen i området. Genom lagen kunde Québec behålla det franska rättssystemet, "droit civil" (civil law baserad på den romerska rätten), och den franska förvaltningen. Lagen garanterade religionsfrihet och beskyddade på så vis den romersk-katolska kyrkan i området. Att den inte motverkade katolicismen i Québec gjorde att lagen blev en av de brittiska lagar (de så kallade Intolerable Acts) som orsakade den amerikanska revolutionen (1775–1783), vilket slutade med att dagens USA grundades.

### Två Kanada
Efter kriget i USA flydde många lojalister från det nyupprättade USA till den brittiska kolonin i Québec. Genom en ny grundlag 1791 (Constitutional Act of 1791) delades därför kolonin i två delar längs med Ottawafloden. De franskspråkiga delarna kring Saint Lawrenceflodens mynning och norröver blev Nedre Kanada (motsvarande dagens Québec). De västra delarna med dess engelskspråkiga befolkning blev Övre Kanada (motsvarande dagens Ontario) och övergick till ett engelskt rättssystem, common law.

### Revolten i Nedre Kanada
År 1837 gjorde man uppror mot det brittiska kolonialstyret. I Québec bildade såväl engelsk- som franskspråkiga patrioter en motståndsgrupp under ledning av Louis-Joseph Papineau och Robert Nelson. Upproret i Nedre Kanada tog den oförberedda brittiska armén med överraskning och tvingade den att ställa upp en lokal milis. Kort efter revoltörernas inledande seger i slaget vid Saint-Denis söder om Montréal hade man dock slagit ned revolten.

### Unionen
Efter revolterna fick Lord Durham i uppdrag att utreda situationen i Kanada och lägga fram ett förslag på lösning i en rapport till det brittiska parlamentet. Den brittiska regeringen följde 1841 förslaget i rapporten och slog samman de två provinserna till Provinsen Kanada, en union som dock skulle visa sig mycket bräcklig.
Norra delen av det nuvarande Québec kallades tidigare "Ungavaregionen" efter Ungavahalvön längst upp i norr. Kanadas parlament tillförde Québec detta enorma område som angränsar till Jamesbukten, Hudson Bay och Hudsonsundet genom Quebec Boundary Extension Act 1898 och Quebec Boundaries Extension Act 1912.

### Konfederationen
På 1860-talet möttes delegater från de brittiska kolonierna i Nordamerika (Kanada, New Brunswick, Noca Scotia, Prince Edward Island och Newfoundland) i en serie konferenser i staden Québec och i London för att diskutera en starkare union. Resultatet blev British North America Act som det brittiska parlamentet godkände 1867 och som lade grunden till ett statsförbund mellan dessa provinser. Provinsen Kanada delades pånytt upp i två delar, dagens Ontario och Québec, och, tillsammans med New Brunswick och Nova Scotia, bildade man "Dominion of Canada". Prince Edward Island förenade sig med konfederationen 1873 och Newfoundland 1949.

### Den tysta revolutionen
Genom stöd från den katolska kyrkan kunde Maurice Duplessis konservativa regering dominera Québecs politik från andra världskriget fram till 1960-talet. Redan under 1950-talet förstärktes den liberala och socialistiska oppositionen mot Duplessis parti Union Nationale, bland annat genom en serie strejker, men det var först i och med Duplessis död 1959 som Union Nationales makt bröts. Parti libéral du Québec under ledning av Jean Lesage vann valet 1960, och en epok i Québecs historia som kallas den tysta revolutionen inleddes. Den tysta revolutionen var en dramatisk process som ledde till att den katolska kyrkan förlorade sitt inflytande, att Hydro-Québec nationaliserades och att en av Lesages ministrar, René Lévesque, skapade en separatiströrelse.
År 1963 bildades terroristgruppen Front de libération du Québec (FLQ) och under följande tio år genomförde man en serie bombattentat, rån och attacker mot regeringsbyggnader som ledde till åtminstone fem människors död. FLQ:s aktiviteter kulminerade i den så kallade oktoberkrisen 1970 då James Cross, en brittisk handelsdelegat, och Pierre Laporte, Québecs vice premiärminister, kidnappades och Laporte mördades. I sitt manifest deklarerade FLQ: "Under kommande år kommer Bourassa (Québecs dåvarande premiärminister) tvingas inse verkligheten; 100 000 revolutionära arbetare, beväpnade och organiserade."
På begäran av Robert Bourassa tog premiärminister Pierre Trudeau till Kanadas undantagslagar (som tidigare endast används under de två världskrigen) i kampen mot terrorismen. Omkring 497 människor arresterades, varav de flesta var oppositionspolitiker, fackföreningsmän, konstnärer och studenter. Den 3 februari 1971 frigav Kanadas justitieminister John Turner 435 av dessa. Arresteringarna är fortfarande kontroversiella eftersom de var moraliskt tveksamma och undantagslagarna snarare användes för att förtrycka oppositionen än att bekämpa terrorismen, men de gjorde slut på terrordåden. 62 av de arresterade åtalades, 32 av dem för så allvarliga dåd att högsta domstolen förvägrade dem borgen. Förmodligen hade den federala polisens infiltrering av terroristernas organisation större inverkan på händelserna än arresteringsvågen.

### Québec och den kanadensiska författningen
Lévesque och hans parti, Parti Québécois, hade ställt upp i valen 1970 och 1973 med löftet att göra Québec självständigt från övriga Kanada. Hans parti besegrades dock i båda valen och lyckades bara få 23 resp. 30  procent av rösterna. Inför valet 1976 mjukade man därför upp sitt budskap. I stället för fullständig självständighet lovade man att genomföra en folkomröstning om ökad autonomi för provinsen med en lokal och i de flesta frågor oberoende regering men att man även i fortsättningen skulle ha till exempel gemensam valuta med Kanada. Trots att många väljare uppfattade förslaget som en hjälpligt maskerad självständighet, fick Parti Québécois 41 procent av rösterna i valet den 15 november 1976, vilket räckte för att de skulle kunna bilda regering.
Lévesques regering presenterade 1977 Charte de la langue française, även kallad "Loi 101" eller "Bill 101", som definierade franska som provinsens enda officiella språk. Lagen är fortfarande kontroversiell och ofta missförstådd såväl innanför som utanför provinsens gränser.
Den utlovade folkomröstningen hölls 1980 och 60  procent röstade mot förslaget. Av den fransktalande befolkningen stödde bara hälften Lévesques initiativ, i allmänhet var det de äldre invånarna som var mest tveksamma. Efter nederlaget i folkomröstningen begav sig Lévesque till Ottawa för att förhandla med Trudeaus minister Jean Chrétien och de andra nio provinsministrarna om en ny kanadensisk författning (den dåvarande, British North America Act, kunde bara ändras av det brittiska parlamentet). Förhandlingarna strandade dock snart. På natten den 4 november 1981 (i Québec kallad La Nuit des Longs Couteaux ("De långa knivarnas natt")) mötte i hemlighet Chrétien alla provinsministrar utom Lévesque och fick allas namnteckningar under det dokument som idag är Kanadas författning. Följande morgon ställde man Lévesque inför faktum och krävde att även han skulle underteckna dokumentet. Han vägrade dock och återvände i stället till Québec. År 1982 fick premiärministern Pierre Trudeau den nya författningen godkänd av Storbritannien. Flera försök har sedan dess gjorts att förmå Québec att godkänna Kanadas författning utan framgång och än idag saknas Québecs namnteckning på detta dokument. Frågan om Québecs självständighet är fortfarande mycket kontroversiell och har orsakat politisk splittring i provinsen och flera politikers avgång.

## Politik och förvaltning

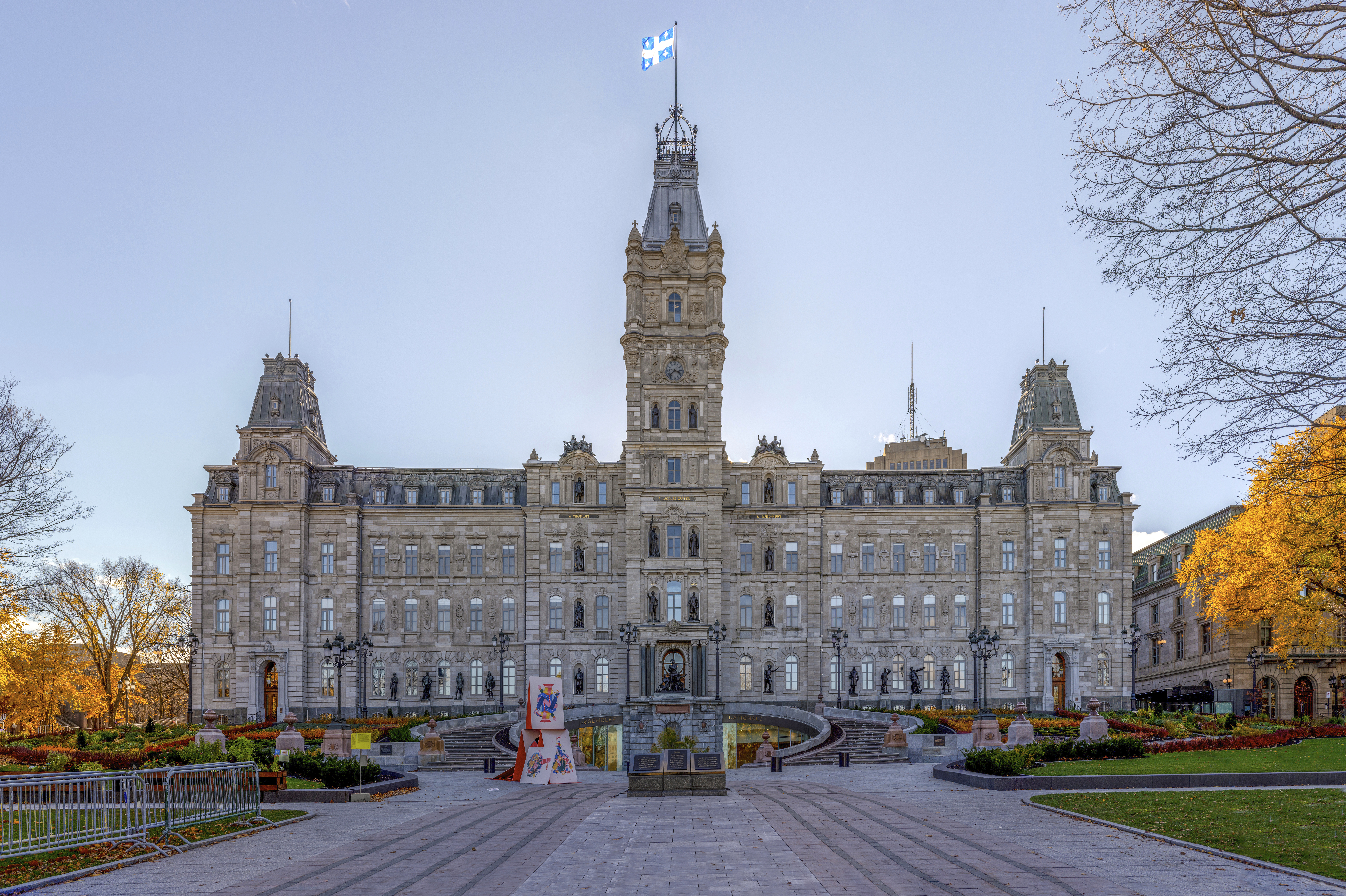
Byggnaden för Québecs lagstiftande församling.

Viceguvernören (franska: Lieutenant-gouverneur) är monarkens ställföreträdare i Québec. Québecs premiärminister är ledare för det största partiet i enkammarparlamentet (Assemblée Nationale de Québec / National Assembly of Quebec) som utser ministerrådet. Tidigare hade man två kamrar i provinsparlamentet, men 1968 blev Québec den sista provinsen som avskaffade tvåkammarsystemet. Med den franska hederslegionen som förebild delar Québecs regering ut Ordre national du Québec till, i första hand, medborgare som utmärkt sig för enastående bedrifter.

### Administrativ indelning
Québec är administrativt indelat i tre nivåer: regioner, sekundärkommuner, oftast på formen municipalité régionale de comté, och primärkommuner. Några primärkommuner är indelade i arrondissement.

#### Regioner
Hela Québec är indelat i 17 regioner, som är grunden för provinsmyndigheternas regionala indelningar. Kommunpolitiker i regionerna samarbetar i conférences régionales des élus. Regionerna varierar i invånarantal från Montréal med 1,9 miljoner invånare till Nord-du-Québec med 40 000, och i areal från Nord-du-Québec med 718 000  kvadratkilometer till Laval med 246 kvadratkilometer. De flesta regionerna har mellan 200 000 och 500 000 invånare.

#### Sekundärkommuner
Nästan hela Québec utom Nord-du-Québec är indelat i sekundärkommuner. I de flesta fall är sekundärkommunerna organiserade som municipalités régionales de comté (MRC), som främst har ansvar för fysisk planering och näringslivsutveckling. Vissa större städer har själva ansvar för dessa frågor. Indianreservat står utanför sekundärkommunerna, liksom Kativik och några andra områden i norr.
Runt Montréal och staden Québec finns administrativa storstadsområden, communautés métropolitaines, som omfattar delar av flera MRC:er och motsvarande områden i flera regioner. De har ansvar för bland annat stadsplanering och tekniska verk.

#### Primärkommuner
Grundenheten för det lokala självstyret i Québec är primärkommunen, la municipalité locale. Primärkommuner kan vara av många olika typer, bland annat städer (villes), kommuner (municipalités) och kantoner (cantons). Kommunerna är i allmänhet relativt små, med bara några tusen invånare. Indianreservat och andra typer av ursprungsbefolkningssamhällen utgör administrativa enheter på samma nivå som primärkommunerna. Det finns också kommunfria områden, främst i det glesbefolkade området norr om Saint Lawrenceflodens dalgång, som förvaltas av sekundärkommunerna.
Vid en kommunreform 2002 inkorporerades många förorter i större städer. De större kommuner som bildades blev i många fall indelade i arrondissement med ansvar för lokala frågor. Kommunreformen var dock impopulär i många av förorterna, och liberalerna vann provinsvalet 2003 efter att bland annat ha lovat att upphäva reformen om invånarna i en inkorporerad kommun ville det. Folkomröstningar hölls som ledde till att vissa kommuner åter bröts ut 2006, men de sammanslagna kommuner som delades ombildades till agglomérations urbaines för att sköta vissa gemensamma frågor. En agglomération urbaine kan ingå i en MRC eller själv ha ansvar för MRC-frågor.

Karta över Québec med Hydro-Québecs installationer (främst vattenkraftverk och större elledningar).

## Ekonomi
Längs Saint Lawrencefloden i söder ligger Québecs bördiga jordbruksområde som producerar mejerivaror, frukt, grönsaker, lönnsirap (Québec är världens största producent) och boskap.
Norr om detta bördiga område är Québecs sjöar, floder och skogar rika på naturresurser. Produktionen av pappersmassa, papper och vattenkraft tillhör provinsens viktigaste industrier. 35 procent av provinsens yta består av produktiv skogsmark.
Kring Montréal finns Québecs högteknologiska industri med bland annat Bombardier (farkoster), Pratt & Whitney (jetmotorer), CAE (flygsimulatorer) och Lockheed Martin (flygplan). Dessa företag med sina underleverantörer gör Québec till världens fjärde största aktör inom flygindustrin. 
Nästan halva Kanadas produktion av vattenenergi sker i Québec. Québecs tre största vattenkraftverk ligger längs med La Grande Rivière.
Québec har även stora tillgångar av järn, guld, koppar, zink och asbest. Staden Asbestos (numera Val-des-Sources) öster om Montréal fick sitt namn på grund av sin tidigare omfattande gruvbrytning av asbest.

## Demografi
| Ort            | 2001      | 1996      |
| -------------- | --------- | --------- |
| Montréal       | 1 812 723 | 1 774 846 |
| Québec         | 507 986   | 504 605   |
| Longueuil      | 348 091   | 373 009   |
| Laval          | 343 005   | 330 393   |
| Gatineau       | 226 696   | 217 591   |
| Saguenay       | 148 050   | 153 476   |
| Sherbrooke     | 146 689   | 135 501   |
| Trois-Rivières | 122 395   | 124 417   |
| Lévis          | 121 999   | 118 344   |
| Terrebonne     | 80 531    | 75 110    |

Större delen av Québec är mycket glest befolkat; i den nordligaste halvan av provinsen, i sig större än Sverige, bor omkring 35 000 människor. Det mest tätbefolkade området är Saint Lawrence-dalen i södra Québec kring Saint Lawrencefloden där huvudstaden Québec och provinsens största stad Montréal ligger. 
2011 var drygt 14 procent (974 000 personer) av provinsens invånare födda i utlandet. Detta kan jämföras med den expansiva grannprovinsen Ontario, där hela 53 procent av invånarna då hade utländsk födelseort, och atlantprovinserna i öster, med en mycket mindre andel utlandsfödda. Både 2006 och 2011 bosatte sig knappt 20 procent av Kanadas nyanlända invandrare i Québec, vilket nästan motsvarar provinsens andel av hela landets befolkning. 
Québecs befolkningstillväxt är idag den lägsta i Kanada. Före 1960 var det den högsta i hela den industrialiserade världen. Invånarna i Québec motsvarar 24 procent av Kanadas befolkning men står för 42 procent av landets internationella adoptioner.
Etniskt består Québec av 91,9 % vita, 2,1 % svarta, 1,2 % ursprungsbefolkning, 1,0 % araber och 0,8 % asiater. 
83,3 procent är romersk-katolska, 2,1 % protestanter, 1,5 % muslimer, 1,2 % judar och 7,1 % är antingen ateister eller tillhör någon annan trosriktning.

### Québecs ursprungsbefolkning
Ursprungsbefolkningen i Québec består av drygt 70 000 indianer och inuiter, varav en stor del lever i elva så kallade First Nations (Premières Nations). De nordligaste delen av Québec kallas idag Nunavik och utgör en del av den inuitiska nationen. 

### Språk
Franska är sedan 1977 det enda officiella språket i provinsen Québec, som därmed är den enda kanadensiska provins som inte har engelska som officiellt språk. I övriga kanadensiska provinser är engelska det enda officiella språket, förutom i New/Nouveau Brunswick som sedan 1982 har franska som officiellt språk vid sidan av engelska, och Manitoba som sedan 1870 har en begränsad form av officiell tvåspråkighet. På federal nivå är Kanada officiellt tvåspråkigt. Det innebär att sådant som ordnar under federal jurisdiktion (t.ex. gränskontroller eller vissa motorvägar och broar) är tvåspråkigt i samtliga provinser, såväl i Québec som i de provinser som officiellt endast är engelskspråkiga.
Drygt 80 procent av Québecs befolkning har franska som modersmål (cirka 80 procent har franska som sitt vardagsspråk), vilket motsvarar nästan 20 procent av Kanadas befolkning. Totalt har 23 procent av den kanadensiska befolkningen franska som modersmål. 8 procent uppger engelska som modersmål och nästan lika många något annat språk. De engelskspråkiga i Québec är koncentrerade till västra delen av Montréals ö, Estrie (eller "Cantons-de-l'Est", "Eastern Townships") och Outaouais i sydvästra Québec. Drygt 30 procent av den franskspråkiga befolkningen talar även engelska och åtminstone 60 procent av den engelskspråkiga talar även franska. I storstadsregionerna, i synnerhet i Montréal, är befolkningen i högre grad tvåspråkig, något som vanligen är ett krav för många jobb. Varje år tar Québec emot omkring 30 000 invandrare från i första hand franskspråkiga länder (Frankrike och före detta franska kolonier).
Ursprungsbefolkningen i Québec består av omkring 70 000 människor, varav 60 procent har officiell status som "indianer" och hälften säger sig ha algonkin, irokesiska eller ett inuitiskt språk som modersmål. 

## Kultur
Les Québécois ("Quebecarna") betraktar Québec som sitt hemland, även de som har bosatt sig i övriga Kanada eller i USA. De utgör majoriteten av Nordamerikas fransktalande befolkning. Förutom invånarna i Québec finns mindre franskspråkiga – frankofona – enklaver i övriga Kanada med mer eller mindre starka band till Québec.
Provinsens kulturella centrum är Montréal, en stad som av historiska skäl blivit en kulturell smältdegel med lika starka band till USA, Frankrike och Storbritannien. Man har kallat Québec en korsning mellan Amerika och Europa, och många kommer till Montréal för att uppleva Amerika från ett lite annorlunda perspektiv.

### Symboler
Québecs valspråk, Je me souviens ("Jag minns"), finns inhugget i parlamentsbyggnaden i huvudstaden Québec och finns med i Québecs vapen och på bilarnas registreringsskyltar. I Québec diskuteras ofta skämtsamt om vad det är man egentligen minns; valspråket stammar från arkitekten Eugène-Étienne Taché, som lade till denna fras som del av fasaddekoren på provinsens parlamentsbyggnad 1868. Fram till 1978 stod det La Belle Province ("Den vackra provinsen") på registreringsskyltarna, något som Québec fortfarande ofta kallas.
Provinsens främsta symbol är den franska liljan, vanligen vit mot en mörkblå bakgrund. Den finns med på Québecs flagga som ett minne över den franske generalen Louis-Joseph de Montcalms fana då han segrade i slaget vid Carillon 1758. Flaggan ersatte officiellt den brittiska Union Jack efter en omröstning i parlamentet 1948.
Det fransktalande Kanadas skyddshelgon, Johannes Döparen, firas den 24 juni. Québecs inofficiella provins/ nationalsång är Gilles Vigneaults Gens du pays.